# First Love (chanson d'Hikaru Utada)
Pour les articles homonymes, voir First Love.
Singles de Hikaru Utada
Movin' on Without You
(1999) Addicted to You
(1999)
First Love est le troisième single d'Hikaru Utada (sous ce nom), sorti en 1999.

## Présentation
Le single sort le 28 avril 1999 au Japon sur le label EMI Music Japan, deux mois seulement après le précédent single de la chanteuse, Movin' on Without You. Il sort en deux formats différents, contenant chacun quatre titres (avec en commun la chanson-titre, une version instrumentale orchestrale et une version remixée), avec un quatrième titre différent sur chacun d'eux : au format "mini CD single" de 8 cm de diamètre (format habituel des singles japonais jusque-là) contenant la version instrumentale originale de la chanson-titre, et au nouveau format "maxi CD single" de 12 cm de diamètre (qui devient à l'époque la nouvelle norme pour les singles) contenant une autre version de cette chanson avec la participation du saxophoniste David Sanborn.
L'Oricon ne cumulant pas les ventes des différents formats à l'époque, la version "maxi CD" s'y classe 2e des ventes, tandis que la version "mini CD" s'y classe 6e, leurs ventes cumulées dépassant les 800 000 exemplaires en en faisant le 18e single le plus vendu de l'année au Japon.
La chanson-titre figurait déjà sur l'album homonyme First Love sorti un mois et demi auparavant, ce qui fait du single un "recut single" extrait d'un album, chose inhabituelle au Japon. Elle est utilisée comme générique du drama Majo no Jôken, et figurera aussi sur la compilation Utada Hikaru Single Collection Vol.1 de 2004. Elle sera reprise de nombreuses fois par la suite par des artistes de diverses nationalités.

## Titres
Toutes les chansons sont écrites et composées par Hikaru Utada.
| 1. | First Love                    | Kei Kawano  | 4:18 |
| 2. | First Love -Strings Mix       | Kei Kawano  | 4:22 |
| 3. | First Love -Original Karaoke  | Kei Kawano  | 4:21 |
| 4. | First Love -John Luongo Remix | John Luongo | 4:08 |

| 1. | First Love                          | Kei Kawano  | 4:18 |
| 2. | First Love -featuring David Sanborn | Kei Kawano  | 4:17 |
| 3. | First Love -Strings Mix             | Kei Kawano  | 4:20 |
| 4. | First Love -John Luongo Remix       | John Luongo | 4:08 |